# Спусканюк Володимир Захарович
Володимир Захарович Спусканюк (нар. 9 вересня 1932, Слов'янськ, Донецька обл.)— радянський український архітектор.

## Життєпис
Народився 9 вересня 1932 року у м.Слов'янськ на Донеччині, там закінчив єдину на той час у Слов'янську україномовну школу.
У 60-і і на початку 70-х років минулого століття був співавтором і автором проектів значущих будівель міста Донецька — інституту Донецькпроект (архітектори Г. І. Навроцький, В. 3. Спусканюк, інженер П. Є. Кідалов), Північного автовокзалу (1962 рік; архітектори В. Д. Проценко, В. 3. Спусканюк, Г. І. Навроцький, інженер А. Н. Булат), головного корпусу Державного університету (архітектори В. С. Бучек, Г. А. Павлов, В. 3. Спусканюк, інженер Н. А. Герасимов), дитячого кінотеатру «Червона шапочка» (1968 рік; архітектор В. 3. Спусканюк), комплексу аеропорту Донецьк (1973 рік; архітектор В. 3. Спусканюк, на основі переробленого проекту повторного застосування).
У 70-ті роки, будучи вже визнаним архітектором, переїжджає в Вінницю, де стає головним архітектором міста, розвитку якого присвятить 40 років.
 За його участю побудовано перший у місті 9-ти поверховий будинок на проспекті Коцюбинського; комплекс меморіалу Слави з Вічним вогнем і пам'ятником трьом воїнам у сквері імені Н. Г. Козицького (автори проекту — скульптор Я. М. Куленко і архітектор В. З. Спусканюк), в складі комплексу була відроджена застаріла водонапірна башта з годинником (архітектор Пантейлеймонов), що отримала статус музею і стала своєрідним символом міста; центральна площа Вінниці з пам'ятником Леніну, і багато інших будівль та споруд міста. Завдяки В. З. Спусканюку Вінниця придбала саме той вигляд, до якого тепер звикли жителі та гості міста.
|  |  |